# ピーター・マドセン
ピーター・マドセン（Peter Langkjær Madsen、1971年1月12日 - ）は、デンマークの殺人犯。受刑前の職業は発明家。

## 概要

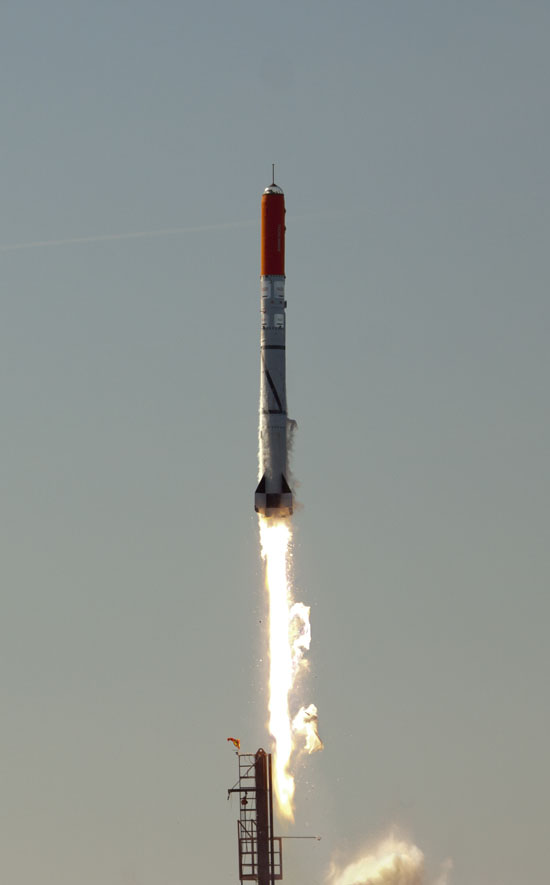
マドセンが制作した宇宙船ティコ・ブラーエ。2011年6月に地球から発射され、高度3.6kmまで到達

デンマークの民間宇宙団体であるコペンハーゲン・サブオービタルズの設立者であり、航空宇宙工学の専門家である。民間の宇宙航空会社であるRML Spacelab社を率いるベンチャーの雄として知られ、マドセンの作ったロケットが成功すれば、デンマークは米国・ソ連・中国に次いで有人宇宙飛行を行った世界で4番目の国家となり、そしてマドセンは政府の力を借りずに民間の力で有人宇宙飛行を成功させた史上初の人間となる予定であった。
また、ロケット以外にも、潜水艇を設計するなど、多くの発明を行い、さらに「アート」としてボランティアベースのプロジェクトを率いて実際に成功させる"art engineer"を自称していた。2008年には自作された潜水艇としては史上最大となるノーチラス号を建造したことで有名となり、各国から取材を受けたりTEDのテレビ番組にも出演するなど、デンマークを代表する発明家として知られた。
2017年8月、ノーチラス号を取材に訪れた女性ジャーナリストが行方不明となり、後に胴体だけ見つかるという事件が起こる。殺人容疑で逮捕されたマドセンは、女性がノーチラス号内で事故にあって死亡したと供述したが、後の取り調べで、マドセン艦長がノーチラス号内にて女性を斬首して殺害した後に遺棄し、さらにノーチラス号を自沈させた疑いが浮上。
2017年10月には、家宅捜索を受けたマドセンの作業場内にあったハードディスクから、女性を拷問の末に斬首して殺害したものを記録した動画が見つかった。地元メディアでは、1986年10月にコペンハーゲンで起きた、日本人が犠牲となった未解決事件であるピル治験女性バラバラ殺人事件との関連性が報道された。

## ノーチラス号

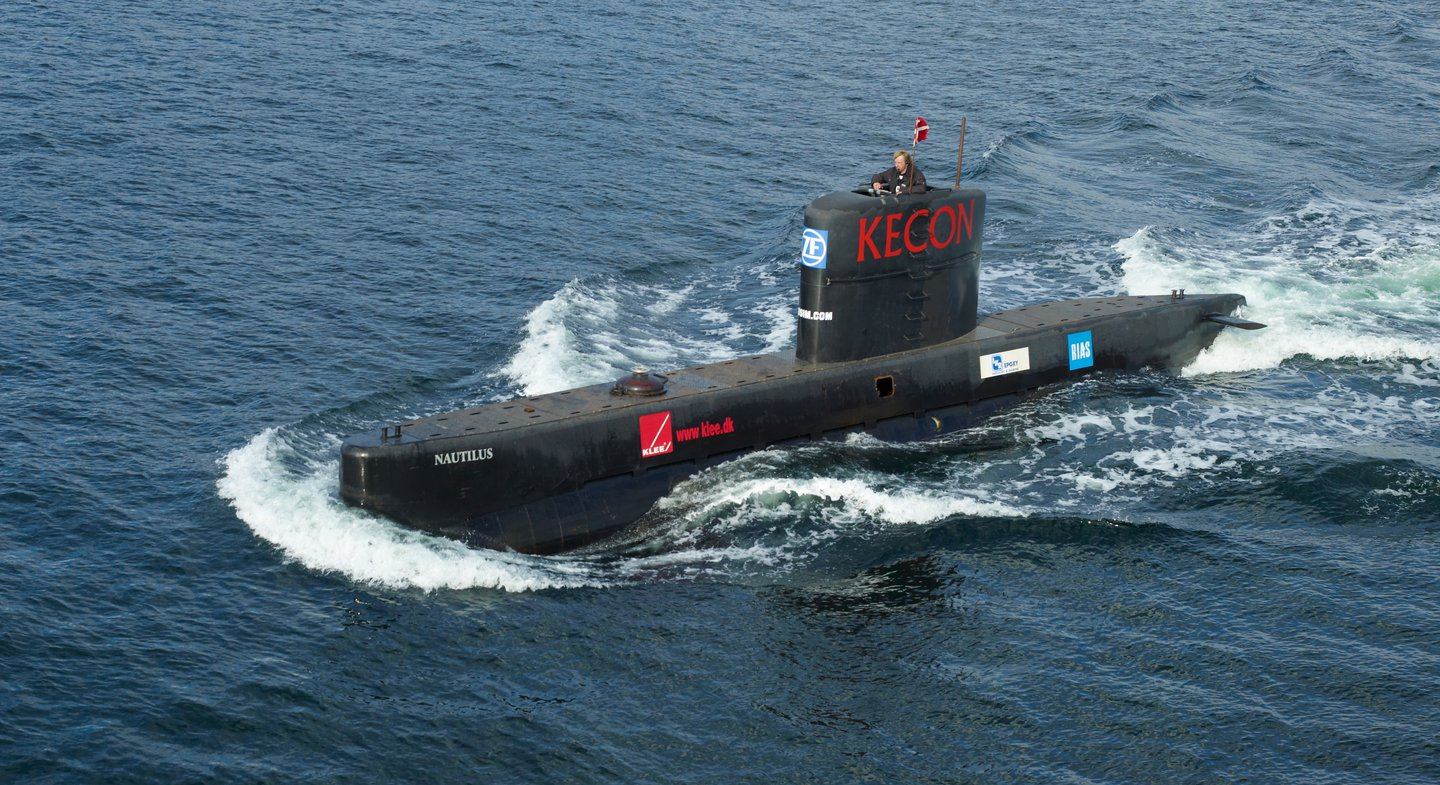
UC3ノーチラス号に乗るマドセン（2008年）

UC3 ノーチラス号（UC3 Nautilus）は、2008年5月3日に竣工した潜水艇。マドセンが設計し、マドセンが率いる民間のボランティアグループによって、3年の歳月をかけて建造された。建造費は約20万ドルで、その全てが民間からの寄付で賄われたことが特徴である。個人が設計した潜水艇としては2008年時点で史上最大のものとなる。
2017年8月11日にキューゲの湾内にて沈没（艦内にてスウェーデン人女性ジャーナリストを殺害したマドセンが、証拠隠滅の為に自沈させたとみられている）。その数日後、スウェーデン人女性ジャーナリスト失踪事件の調査のためデンマーク警察によって引き揚げられ、8月23日には証拠となる血痕が見つかった。

## スウェーデン人女性ジャーナリストバラバラ殺人事件
- 2017年
  - 8月10日 - ノーチラス号を取材に訪れたスウェーデンの女性ジャーナリスト、キム・ウォールが行方不明となる。
  - 8月11日 - 救難信号を発信したノーチラス号からマドセンを救助。ノーチラス号はその後沈没。ウォールは行方不明であり、事件に関与したとみられるマドセンを逮捕。マドセンは首都コペンハーゲンにある島でウォールを下ろしたのが最後だったと供述。
  - 8月21日 - コペンハーゲン近郊のケーエ湾にて、首なし遺体が発見される。
  - 8月23日 - DNA鑑定の結果、首なし遺体が行方不明だったウォールの胴体部分と判明する。
  - 8月23日 - 引き揚げられたノーチラス号からウォールの血痕が見つかった。
  - 10月4日 - 検察官は3日、裁判所で、マッセン容疑者の作業場から発見されたハードディスクの中から、女性が拷問を受けて首を切断され、焼かれる様子を撮影した複数の動画が発見されたと述べた。
  - 10月12日 - 殺害に使用したノコギリをコペンハーゲンの南方に位置するケーエ湾で発見した。
  - 11月23日 - コペンハーゲン沖でウォールの左腕を発見。
  - 2018年4月25日 - コペンハーゲンの裁判所はマドセンに終身刑を言い渡した[2]。
  - 2020年10月20日 - 武器と爆弾らしいものを所持し、刑務官を脅して逃走したが、数分後にその近辺で再び拘束された[3]。